# São Francisco do Guaporé
São Francisco do Guaporé é um município brasileiro do estado de Rondônia. Sua estimativa populacional em 2019 foi de 20 266 habitantes, sendo 12 006 na zona urbana e 8 260 na zona rural.

## História
Vale do Guaporé é povoado desde o século XVIII. Porém, a colonização agrícola na região onde formou a cidade de São Francisco do Guaporé teve início com a implantação da BR 429, no ano de 1985. Com a abertura da BR 429, colonos e madeireiros migram para as margens da rodovia.
Para administrar o distrito São Francisco do Guaporé o prefeito do município Costa Marque nomeou Gerson Paulino, que ficou no cargo de julho de 1995 a 27 de dezembro de 1995.
O município São Francisco do Guaporé foi criado pela Lei nº 644, em 27 de dezembro de 1995, sancionada por Valdir Raupp de Matos, governador do estado de Rondônia. Na fase de instalação, o governador Raupp nomeou José Aleixo da Silva para o cargo de administrador do município, prefeito tampão.
A instalação do município São Francisco do Guaporé foi realizada no dia 1º de janeiro de 1997 com a posse dos primeiros vereadores, do primeiro prefeito e da vice-prefeita, eleitos em 1996. Portanto, as comemorações de aniversários do município de São Francisco do Guaporé são 27 de dezembro data de sua criação e primeiro de janeiro data de sua instalação. Com a instalação do município ocorre a sua emancipação política.
A Lei Orgânica do Município São Francisco do Guaporé foi promulgada em 20 de agosto de 1998.
Em 1985 surgiu a vila de São Francisco do Guaporé, pertencente a Costa Marques, resultado da Criação dos Núcleos de Apoio Urbano, através do desdobramento da BR-429 pelo INCRA, cuja finalidade consistia em apoiar e assentar os agricultores já residentes, e os que ali viessem se fixar e viverem da agricultura, pecuária e consequentemente da importação e exportação comercial.
Na medida em que se abrem estradas, moradores se assentam no seu percurso e em certos lugares, algumas famílias se agrupam dando origem a novos lugarejos ou futuras cidades. Foi o Senhor Osvaldo Laizo e sua família que em abril de 1985, instalou-se na região, abrindo um pequeno bar em sua residência para atender passageiros e passantes, onde mais tarde transformou-se em um pequeno mercado.
Em junho de 1985 foi completada a estrada pela Empreiteira Mendes Júnior, e em outubro do mesmo ano, chega a segunda família, do Senhor Donizete Boing, que recém casado, montou uma pequena farmácia em sua residência para servir parceleiros e viajantes que chegavam na região. Nessa mesma época, uma linha permanente de ônibus começou a fazer o trajeto entre Presidente Médici a Costa Marques. Em novembro deste mesmo ano, passando por São Francisco, Padre Damião Bermond celebrou a 1ª missa.
No início de 1986, os moradores tentaram organizar o vilarejo marcando datas, quadras e ruas, porém, foram impedidos pela Prefeitura de Costa Marques. Mesmo assim, o jovem Valmir de Jesus Laizo elabora o mapa da cidade que, apesar de sofrer algumas alterações posteriores, contribuiu para radicar as famílias iniciais, dano origem assim ao município de São Francisco do Guaporé.
O surgimento de São Francisco do Guaporé está ligado a história da BR 429, que liga o grande eixo norte-sul, BR 364 (São Paulo – Cuiabá - Porto Velho – Manaus, ao vale do Guaporé, na cidade de Costa Marques).
O Assentamento político possibilitou um crescimento populacional no curto espaço de 10 anos e em decorrência, o início do processo de emancipação culminado pela vontade e esforço de seus habitantes, aliados ao poder político constituído. Assim, a Vila deixa sua condição de Distrito e transforma-se em Município de São Francisco do Guaporé em 27 de Dezembro de 1995, através da Lei Estadual nº.644, sancionada pelo então Governado do Estado de Rondônia Valdir Raupp de Matos, e com suas áreas desmembradas dos municípios de Costa Marques e Seringueiras.
Na fase de instalação, o Governador Valdir Raupp, nomeou o Senhor José Aleixo da Silva para o cargo de administrador do município ou Prefeito tampão. E após as eleições de 3 de outubro de 1996, com a eleição dos primeiros eleitos , aconteceu a sua emancipação política no dia 1º de Janeiro de 1997, com a posse do primeiro Prefeito eleito, da Vice-Prefeita e dos primeiros Vereadores.

## Geografia
Localiza-se a uma latitude 12º03'08" sul e a uma longitude 63º34'03" oeste, estando a uma altitude de 185 metros. Sua população estimada em 2018 foi de 19.842 habitantes. É uma região que teve como principal fonte de renda exploração de madeira e hoje tem como base a pecuária. É uma das cidades mais prósperas da região do Vale do Guaporé, onde muitas empresas se instalam.

## Política

### Prefeitos Eleitos
- 1° prefeito: Misac Peres dos Reis, gestão 1º de janeiro de 1997 a 31 de dezembro de 2000. Misac foi afastado do cargo e posteriormente cassado, assumiu a vice-prefeita Zélia Felski, em 22 de abril de 2000 e concluiu o mandato;
- 2° prefeito: João dos Santos Plentz, gestão 1º de janeiro de 2001 a 31 de dezembro de 2004;
- 3° prefeito: Abrão Paulino de Araújo, gestão 1º de janeiro de 2005 a 31 de dezembro de 2008;
- 4° prefeito: Jairo Borges Faria foi empossado em 1º de janeiro de 2009 e concluiu o mandato em 31 de dezembro de 2012;
- 5° prefeito: Gislaine Clemente (Lebrinha), eleita em 7 de outubro de 2012, empossada no cargo em 1º de janeiro de 2013 concluiu esse mandato em 31 de dezembro de 2016;
- 6° prefeito : Gislaine Clemente (Lebrinha), foi eleita em 2 de outubro de 2016, empossada no cargo em 1º de janeiro de 2017 com mandato até 31 de dezembro de 2020.
- 7° prefeito (atual): Alcino Bilac Machado (Tinoco), foi eleito em 15 de novembro de 2020, empossado no cargo em 1° de janeiro de 2021 com mandato até 31 de dezembro de 2023.